# Raymond Scholer
Raymond Scholer, né le 26 février 1927 à Bartenheim et décédé le 8 juin 1968, est un journaliste et homme politique français.

## Biographie
Journaliste, il collabore à L'Alsace, dirigeant notamment l'agence de Saint-Louis. 
Il est maire de Bartenheim de 1965 à 1968, élu député en 1967.
Il meurt prématurément.

## Postérité
Une voie de Bartenheim porte le nom de rue Raymond-Scholer.